# Dans la sono
Albums de Beat de Boul
Dans la Ville
(2000)
Beat de Boul dans la sono est le 1er album du collectif B2B sorti en 1997.

## Liste de titres
1. Dans la sono (Beat de Boul)
2. Original future style (Mo'vez Lang)
3. Catch à l'arrière (Malekal Morte)
4. Paranoïa (Lagonz Viv' & Melopheelo)
5. Je lutte en rimant (Sir Doum's)
6. Pas assez pour le futur (Less' du neuf & Zoxea)
7. Va tej' ton gun (Sages Poètes de la Rue)